# Gesar

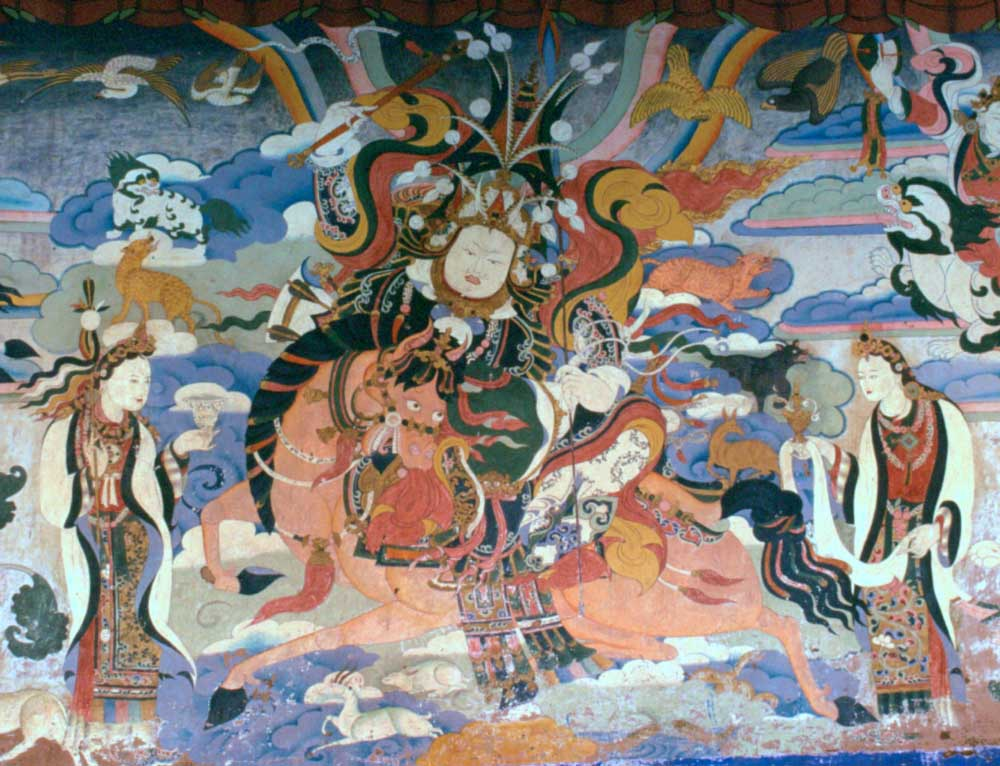
Mural przedstawiający Gesara

Epopeja o Królu Gesarze – poemat epicki Tybetańczyków, Mongołów i mniejszości Tu zamieszkujących zachodnie i północne Chiny. 
Uważany za ostatnią "żywą epopeję", jako że wśród Tybetańczyków i Mongołów znaleźć można ok. 140 pieśniarzy, mających w repertuarze tę balladę. Uważa się, że pieśń o nieustraszonym królu Gesarze, który rządził legendarnym Królestwem Ling, ma ponad 1000 lat. Opowiada ona dzieje życia legendarnych i historycznych bohaterów środkowej Azji. Korzenie tej legendy sięgają początków buddyzmu tybetańskiego, zawiera ona również wiele alegorii do nauk buddyzmu Wadżrajany.
W 2009 roku tradycja opowiadania epopei o Królu Gesarze została wpisana na listę niematerialnego dziedzictwa UNESCO.